# إليشا هالي
إليشا هالي (بالإنجليزية: Elisha Haley)‏ هو سياسي أمريكي، ولد في 21 يناير 1776 في الولايات المتحدة، وتوفي في 22 يناير 1860 في نفس البلد. حزبياً، نشط في ديمقراطية جاكسونية والحزب الديمقراطي. وقد انتخب عضو مجلس ولاية كونيتيكت وانتخب عضو مجلس نواب كونيتيكت وانتخب عضو مجلس النواب الأمريكي.